# Heilige Liga (1576)
De Heilige (of Katholieke) Liga (Frans: Ligue, Sainte Ligue of Sainte Union) is de naam van het genootschap dat in 1576 onder leiding van hertog Hendrik I van Guise gesloten werd tot bescherming van het katholieke geloof, en gericht tegen de weifelende houding van koning Hendrik III van Frankrijk.
Toen in 1584 de hugenoot Hendrik van Navarra, de latere koning Hendrik IV, wettig troonpretendent voor koninkrijk Frankrijk was geworden, verbond de Ligue (waartoe naast het huis Guise ook andere edellieden behoorden die tegen Hendrik van Navarra gekant waren) zich met Parijs en andere belangrijke steden (die streefden naar een grotere onafhankelijkheid tegenover het koningschap).
Guise verbond zich in 1585 met koning Filips II van Spanje en ook koning Hendrik III sloot zich schoorvoetend maar uit zelfbehoud bij het verbond aan. In de overtuiging dat Guise een permanente bedreiging van zijn koningschap vormde, liet Hendrik III hem ombrengen, en koos de zijde van Hendrik van Navarra, waarvoor hij op zijn beurt werd vermoord in 1589. De Heilige Liga verkoos kardinaal Karel I van Bourbon kort als tegenkoning van Frankrijk.
Na jarenlange burgeroorlog stierf het verbond een stille dood. Door de overgang van Hendrik IV tot het katholicisme (1593: Paris vaut bien une Messe...) had het zichzelf overbodig gemaakt, en bovendien gaf de weerzin tegen de Spaanse hulp en de pauselijke inmenging de doorslag.